# Cryptamorpha redtenbacheri
Cryptamorpha redtenbacheri is een keversoort uit de familie spitshalskevers (Silvanidae). De wetenschappelijke naam van de soort werd in 1876 gepubliceerd door Edmund Reitter.